# Gościejew
Gościejew – wieś w gminie Koźmin Wielkopolski, w powiecie krotoszyńskim, w województwie wielkopolskim, położona około 5 km na południowy zachód od Koźmina i około 8 km na północny zachód od Krotoszyna, przy drodze Kobylin-Koźmin, nad rzeką Orlą.
Wieś szlachecka Gościejewo, własność kasztelana międzyrzeckiego Andrzeja Górki, około 1580 roku leżała w powiecie pyzdrskim województwa kaliskiego.
W okresie Wielkiego Księstwa Poznańskiego (1815-1848) miejscowość wzmiankowana jako Gościejewo należała do wsi większych w ówczesnym pruskim powiecie Krotoszyn w rejencji poznańskiej. Gościejewo należało do okręgu koźmińskiego tego powiatu i stanowiło odrębny majątek, którego właścicielem była wówczas Józefina Ożegalska. Według spisu urzędowego z 1837 roku wieś liczyła 286 mieszkańców, którzy zamieszkiwali 31 dymów (domostw).
W latach 1975–1998 miejscowość administracyjnie należała do województwa kaliskiego.

## Zabytki
Stara zabudowa wiejska. We wsi znajduje się kilka domów z XIX wieku, konstrukcji ryglowej, oblepionych gliną. Ponadto zachowały się, w parku, ruiny dworu z XVIII wieku.

## Przyroda
Wieś położona na skraju Obszaru Chronionego Krajobrazu Dąbrowy Krotoszyńskie i Baszków Rochy.
Zobacz też: Gorzupia, Gościejewice, Gościejewko